# Tossa Plana de Lles
Tossa Plana de Lles är en bergstopp i Andorra, på gränsen till Spanien. Den ligger i den södra delen av landet. Toppen på Tossa Plana de Lles är 2 905 meter över havet.
Tossa Plana de Lles är en högsta punkten i trakten. Närmaste större samhälle är Encamp, 9,8 kilometer nordväst om Tossa Plana de Lles. 
Trakten runt Tossa Plana de Lles består i huvudsak av kala bergstoppar.